# ロマヌス・ヴァイヒライン
ロマヌス・ヴァイヒライン（Romanus Weichlein, 1652年11月20日 - 1706年9月8日）は、オーストリアの作曲家。本名アンドレアス・フランツ・ヴァイヒライン。

## 生涯
リンツ出身。最初に音楽家の父から手ほどきを受けた。1671年にラムバッハのベネディクト会の修道院に入り、ロマヌスの修道士名を授かった。同年12月にザルツブルクで神学と哲学を学び、ハインリヒ・ビーバーに音楽を師事した。1691年、クラウゼンのゼーベン聖十字架教会の音楽監督兼作曲家となった。1705年にはクラインフラウエンハイドの司祭となった。
作風はビーバー、ヨハン・ハインリヒ・シュメルツァー、パヴェル・ヴェイヴァノフスキー、ゲオルク・ムッファトらのオーストリア音楽の流れに位置している。

## 作品
- ヴァイオリン・ソナタ
- 音楽の奉納祭
- 教会音楽のパルナッスス山

## 文献
- The New Grove Dictionary of Music and Musicians